# Amadei (cognome)
Amadei è un cognome di lingua italiana.

## Varianti
Amaddè, Amaddeo, Amaddii, Amaddio, Amadè, Amadeo, Amadesi, Amadini, Amadio, Amedè, Amedei, Amedeo, Amidei, Amideo, Amoddeo, Amoddio, Amodei, Amodeo, Amodio, Homodei, Maddei, Maddii, Madeo, Madio, Modeo, Modio, Omedè, Omodei, Omodeo, Omodeo Zorini, Omodio, Ondei.

## Origine e diffusione
Il cognome è tipicamente panitaliano.
Potrebbe derivare dal prenome Amedeo o da una sua variante.

## Persone
- Federigo Amadei (1684-1755) – religioso e storico italiano
- Gherardo Amadei (1951-2016) – psichiatra, psicoanalista e accademico italiano
- Girolamo Amadei (1483-1543) – teologo italiano
- Giuseppe Amadei (1919-2020) – politico e insegnante italiano
- Leonetto Amadei (1911-1997) – giurista e politico italiano